# Istanbul Cup 2008
L'Istanbul Cup 2008 è stato un torneo di tennis giocato sul cemento.
È stata la 4ª edizione dell'Istanbul Cup, che fa parte della categoria Tier III nell'ambito del WTA Tour 2008.
Si è giocato a Istanbul in Turchia, dal 19 al 24 maggio 2008.

## Campioni

### Singolare
Agnieszka Radwańska ha battuto in finale  Elena Dement'eva con il punteggio di 6–3, 6–2

### Doppio
Jill Craybas /  Ol'ga Govorcova hanno battuto in finale  Marina Eraković /  Polona Hercog con il punteggio di 6–1, 6–2